# 400 mètres haies féminin aux championnats du monde d'athlétisme 2019
Pour un article plus général, voir Championnats du monde d'athlétisme 2019.
Navigation
Londres 2017 Eugene 2021
L'épreuve du 400 mètres haies féminin des championnats du monde de 2019 se déroule du 1er au 4 octobre 2019 dans le Khalifa International Stadium, au Qatar. Elle est remportée par Dalilah Muhammad qui bat le record du monde. 

## Critères de qualification
Pour se qualifier pour les championnats, il faut avoir réalisé 56 s 00 ou moins entre le 7 septembre 2018 et le 6 septembre 2019.

## Records et performances

### Records
Les records du 400 m haies femmes (mondial, des championnats et par continent) étaient avant les championnats 2019 les suivants :
| Record du monde                                                | Dalilah Muhammad      | États-Unis | 52 s 20 | Des Moines, États-Unis     | 28 juillet 2019                   |
| Record des championnats                                        | Melaine Walker        | Jamaïque   | 52 s 42 | Berlin, Allemagne          | 20 août 2009                      |
| Record d'Afrique                                               | Nezha Bidouane        | Maroc      | 52 s 90 | Séville, Espagne           | 25 août 1999                      |
| Record d'Asie                                                  | Han Qing Song Yinglan | Chine      | 53 s 96 | Pékin, Chine Canton, Chine | 9 septembre 1993 17 novembre 2001 |
| Record d'Europe                                                | Youliya Petchenkina   | Russie     | 52 s 34 | Toula, Russie              | 8 août 2003                       |
| Record d'Amérique du Nord, d'Amérique centrale et des Caraïbes | Dalilah Muhammad      | États-Unis | 52 s 20 | Des Moines, États-Unis     | 8 juillet 2019                    |
| Record d'Amérique du Sud                                       | Gianna Woodruff       | Panama     | 55 s 60 | Barranquilla, Colombie     | 31 juillet 2018                   |
| Record d'Océanie                                               | Debbie Flintoff-King  | Australie  | 53 s 17 | Séoul, Corée du Sud        | 28 septembre 1988                 |

### Meilleures performances de l'année 2019
Les dix athlètes les plus rapides de l'année sont, avant les championnats, les suivantes.
| 1  | Dalilah Muhammad  | États-Unis         | 52 s 20 | Des Moines  | 28 juillet 2019 |
| 2  | Sydney McLaughlin | États-Unis         | 52 s 85 | Zurich      | 29 août 2019    |
| 3  | Ashley Spencer    | États-Unis         | 53 s 11 | Des Moines  | 28 juillet 2019 |
| 4  | Shamier Little    | États-Unis         | 53 s 73 | Lausanne    | 5 juillet 2019  |
| 5  | Zuzana Hejnová    | République tchèque | 54 s 11 | Lausanne    | 5 juillet 2019  |
| 6  | Rushell Clayton   | Jamaïque           | 54 s 16 | Londres     | 21 juillet 2019 |
| 7  | Tia-Adana Belle   | Barbade            | 54 s 18 | Gainesville | 28 mars 2019    |
| 8  | Hanna Ryjykova    | Ukraine            | 54 s 64 | Londres     | 21 juillet 2019 |
| 9  | Janieve Russell   | Jamaïque           | 54 s 70 | Monaco      | 12 juillet 2019 |
| 10 | Ayomide Folorunso | Italie             | 54 s 75 | Naples      | 10 juillet 2019 |

## Médaillées
| Or               | Argent            | Bronze          |
| Dalilah Muhammad | Sydney McLaughlin | Rushell Clayton |

## Résultats

### Finale
| Rang               | Athlète           | Nationalité        | Temps   | Notes |
| ------------------ | ----------------- | ------------------ | ------- | ----- |
| Médaille d'or      | Dalilah Muhammad  | États-Unis         | 52 s 16 | WR    |
| Médaille d'argent  | Sydney McLaughlin | États-Unis         | 52 s 23 | PB    |
| Médaille de bronze | Rushell Clayton   | Jamaïque           | 53 s 74 | PB    |
| 4                  | Lea Sprunger      | Suisse             | 54 s 06 | NR    |
| 5                  | Zuzana Hejnová    | République tchèque | 54 s 23 |       |
| 6                  | Ashley Spencer    | États-Unis         | 54 s 45 |       |
| 7                  | Hanna Ryzhykova   | Ukraine            | 54 s 45 | SB    |
| 8                  | Sage Watson       | Canada             | 54 s 82 |       |

### Demi-finales
| Rang | Série | Athlète            | Nationalité             | Temps             | Notes |
| ---- | ----- | ------------------ | ----------------------- | ----------------- | ----- |
| 1    | 3     | Sydney McLaughlin  | États-Unis              | 53 s 81           | Q     |
| 2    | 1     | Dalilah Muhammad   | États-Unis              | 53 s 91           | Q     |
| 3    | 2     | Rushell Clayton    | Jamaïque                | 54 s 17           | Q     |
| 4    | 1     | Sage Watson        | Canada                  | 54 s 32           | Q, NR |
| 5    | 2     | Zuzana Hejnová     | République tchèque      | 54 s 41           | Q     |
| 6    | 2     | Ashley Spencer     | États-Unis              | 54 s 42           | q     |
| 7    | 1     | Hanna Ryzhykova    | Ukraine                 | 54 s 45           | q, SB |
| 8    | 3     | Lea Sprunger       | Suisse                  | 54 s 52           | Q, SB |
| 9    | 1     | Zurian Hechavarria | Cuba                    | 55 s 03 (.023 ms) |       |
| 10   | 2     | Amalie Iuel        | Norvège                 | 55 s 03 (.027 ms) |       |
| 11   | 3     | Shiann Salmon      | Jamaïque                | 55 s 16           | PB    |
| 12   | 1     | Hanne Claes        | Belgique                | 55 s 25           | SB    |
| 13   | 2     | Ayomide Folorunso  | Italie                  | 55 s 36           |       |
| 14   | 2     | Joanna Linkiewicz  | Pologne                 | 55 s 38           | SB    |
| 15   | 3     | Yadisleidy Pedroso | Italie                  | 55 s 40           | SB    |
| 16   | 2     | Sarah Carli        | Australie               | 55 s 43           | PB    |
| 17   | 3     | Aminat Yusuf Jamal | Bahreïn                 | 55 s 54           |       |
| 18   | 1     | Vera Rudakova      | Athlète neutre autorisé | 55 s 57           |       |
| 19   | 3     | Gianna Woodruff    | Panama                  | 55 s 61           | SB    |
| 20   | 3     | Jessica Turner     | Royaume-Uni             | 55 s 87           |       |
| 21   | 3     | Lauren Boden       | Australie               | 55 s 94           |       |
| 22   | 1     | Femke Bol          | Pays-Bas                | 56 s 37           |       |
| 23   | 2     | Carolina Krafzik   | Allemagne               | 56 s 41           |       |
| 24   | 1     | Meghan Beesley     | Royaume-Uni             | 56 s 89           |       |

### Séries
| Rang | Série | Athlète              | Nationalité             | Temps             | Notes |
| ---- | ----- | -------------------- | ----------------------- | ----------------- | ----- |
| 1    | 1     | Sydney McLaughlin    | États-Unis              | 54 s 45           | Q     |
| 2    | 4     | Amalie Iuel          | Norvège                 | 54 s 72           | Q, NR |
| 3    | 3     | Dalilah Muhammad     | États-Unis              | 54 s 87           | Q     |
| 4    | 1     | Lea Sprunger         | Suisse                  | 54 s 98           | Q, SB |
| 5    | 2     | Hanna Ryzhykova      | Ukraine                 | 55 s 11           | Q     |
| 6    | 4     | Aminat Yusuf Jamal   | Bahreïn                 | 55 s 13           | Q, PB |
| 7    | 4     | Ayomide Folorunso    | Italie                  | 55 s 20 (.192 ms) | Q     |
| 8    | 1     | Shiann Salmon        | Jamaïque                | 55 s 20 (.197 ms) | Q, PB |
| 9    | 5     | Rushell Clayton      | Jamaïque                | 55 s 23           | Q     |
| 10   | 4     | Ashley Spencer       | États-Unis              | 55 s 28           | Q     |
| 11   | 4     | Femke Bol            | Pays-Bas                | 55 s 32           | q, PB |
| 12   | 2     | Zuzana Hejnová       | République tchèque      | 55 s 33           | Q     |
| 13   | 3     | Zurian Hechavarria   | Cuba                    | 55 s 36           | Q     |
| 14   | 1     | Vera Rudakova        | Athlète neutre autorisé | 55 s 51           | Q, SB |
| 15   | 5     | Sage Watson          | Canada                  | 55 s 57           | Q     |
| 16   | 4     | Hanne Claes          | Belgique                | 55 s 68           | q     |
| 17   | 2     | Jessica Turner       | Royaume-Uni             | 55 s 72           | Q, PB |
| 18   | 2     | Yadisleidy Pedroso   | Italie                  | 55 s 78           | Q, SB |
| 19   | 2     | Carolina Krafzik     | Allemagne               | 55 s 93           | q     |
| 20   | 3     | Joanna Linkiewicz    | Pologne                 | 55 s 97 (.961 ms) | Q     |
| 21   | 5     | Meghan Beesley       | Royaume-Uni             | 55 s 97 (.965 ms) | Q     |
| 22   | 1     | Lauren Boden         | Australie               | 56 s 00           | q     |
| 23   | 3     | Gianna Woodruff      | Panama                  | 56 s 07           | Q     |
| 24   | 2     | Ronda Whyte          | Jamaïque                | 56 s 37 (.362 ms) |       |
| 25   | 5     | Sarah Carli          | Australie               | 56 s 37 (.367 ms) | Q     |
| 26   | 2     | Melissa González     | Colombie                | 56 s 49           |       |
| 27   | 3     | Valeriya Andreyeva   | Athlète neutre autorisé | 56 s 79           |       |
| 28   | 5     | Linda Olivieri       | Italie                  | 56 s 82           |       |
| 29   | 4     | Sara Klein           | Australie               | 56 s 97           |       |
| 30   | 4     | Yanique Haye-Smith   | Îles Turques-et-Caïques | 56 s 98           |       |
| 31   | 5     | Zenéy van der Walt   | Afrique du Sud          | 57 s 11           |       |
| 32   | 3     | Paulien Couckuyt     | Belgique                | 57 s 15           |       |
| 33   | 5     | Tia-Adana Belle      | Barbade                 | 57 s 37           |       |
| 34   | 1     | Jessica Moreira      | Brésil                  | 57 s 66           |       |
| 35   | 5     | Lamiae Lhabze        | Maroc                   | 58 s 44           |       |
| 36   | 1     | Mariam Mamdouh Farid | Qatar                   | 1 min 09 s 49     | PB    |
|      | 2     | Kori Carter          | États-Unis              | DNF               | DNF   |
|      | 3     | Sara Slott Petersen  | Danemark                | DQ                | DQ    |
|      | 1     | Portia Bing          | Nouvelle-Zélande        | DQ                | DQ    |

## Légende
Records et Performances
- AR : Record continental (area record)
- CR : Record des championnats (championship record)
- MR : Record du meeting (meet record)
- NR : Record national (national record)
- OR : Record olympique (olympic record)
- PR : Record paralympique (paralympic record)
- PB : Record personnel (personal best)
- SB : Meilleure performance personnelle de la saison (season's best)
- WL : Meilleure performance mondiale de l'année (world leader)
- WJR : Record du monde junior (world junior record)
- WR : Record du monde (world record)

Circonstances et Conditions
- DNF : N'a pas terminé (did not finish)
- DNS : N'a pas pris le départ (did not start)
- DQ : Disqualification (disqualification)
- NM : Aucun essai valable enregistré (No Mark)
- Q : Qualifié « directement » au prochain tour (ou à la prochaine compétition), lors d'une compétition majeure, grâce au classement ou à la réalisation des minima (automatic qualifier)
- q : Qualifié au prochain tour (ou à la prochaine compétition), lors d'une compétition majeure, grâce au repêchage ou à la réalisation de l'une des meilleures performances parmi celles des « non qualifiés directement » (grâce au meilleur temps ou à la meilleure distance par exemple) (secondary qualifier)